# Bealls
Bealls, Inc. er en amerikansk detailhandelskæde med hovedkvarter i Bradenton, Florida. De har 650 butikker under butikskæder som bealls, Bealls Florida, Home Centric og Rugged Earth Outfitters.
I 1915, åbnede 22 årige Robert M. Beall en dry goods butik i Bradenton, Florida, som blev navngivet "Dollar Limit".